# Øsby Sogn

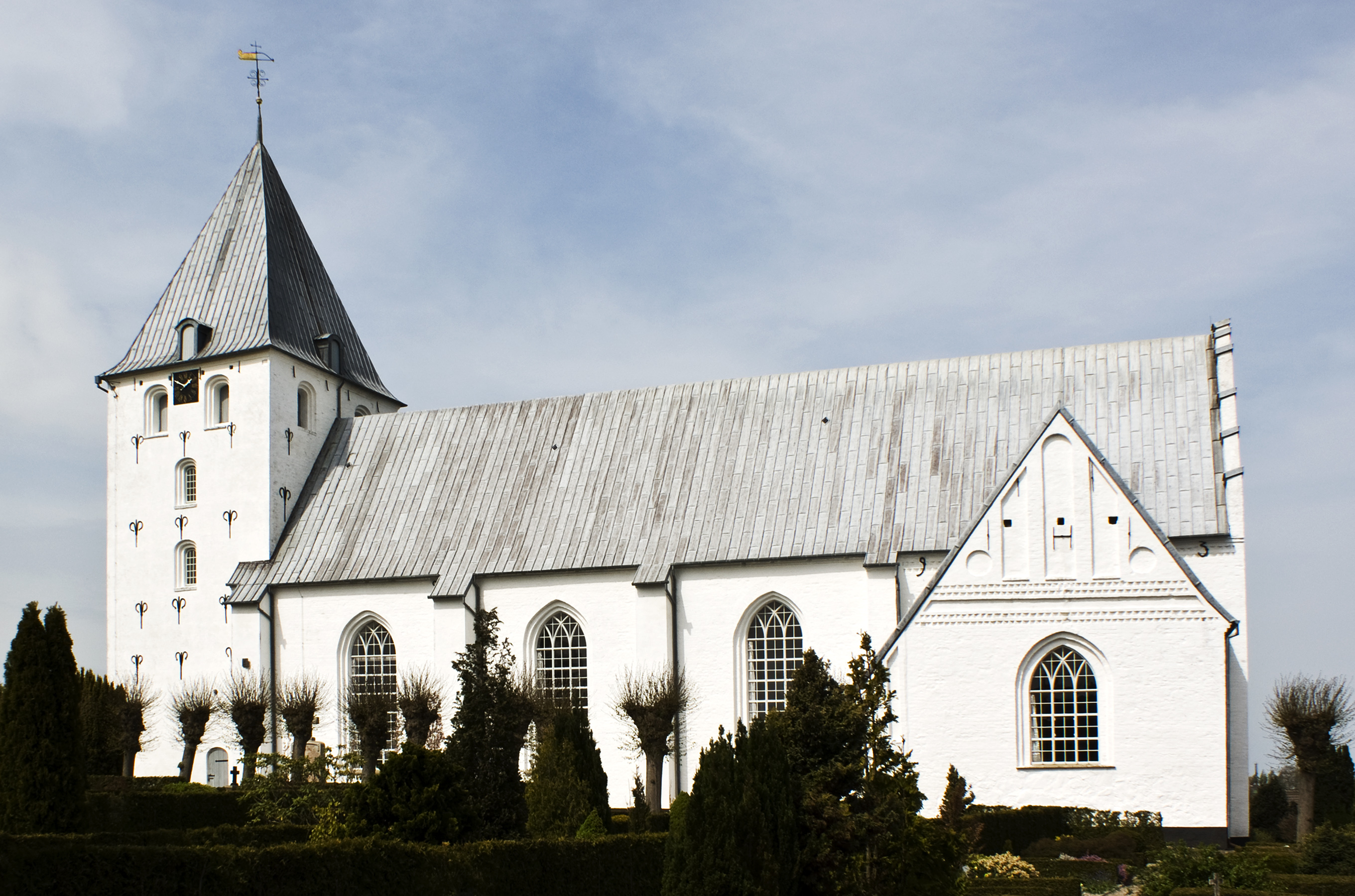
Øsby Kirche

Øsby Sogn ist eine Kirchspielsgemeinde (dän.: Sogn)  in Nordschleswig im südlichen Dänemark. Bis 1970 gehörte sie zur Harde Haderslev Herred im damaligen Haderslev Amt, danach zur Haderslev Kommune im damaligen Sønderjyllands Amt, die im Zuge der Kommunalreform zum 1. Januar 2007 in der „neuen“  Haderslev Kommune in der Region Syddanmark aufgegangen ist.
Im Kirchspiel leben 1555 Einwohner, davon 468 im Kirchdorf, 147 auf der Insel Årø im Kleinen Belt sowie 311 in der Årø gegenüber auf dem Festland liegenden Stadt Årøsund (Stand:1. Januar 2023).